# Powiat de Tarnowskie Góry
Le powiat de Tarnowskie Góry (en polonais : powiat tarnogórski) est un powiat appartenant à la voïvodie de Silésie dans le sud de la Pologne.

## Division administrative
Le powiat comprend 9 communes :

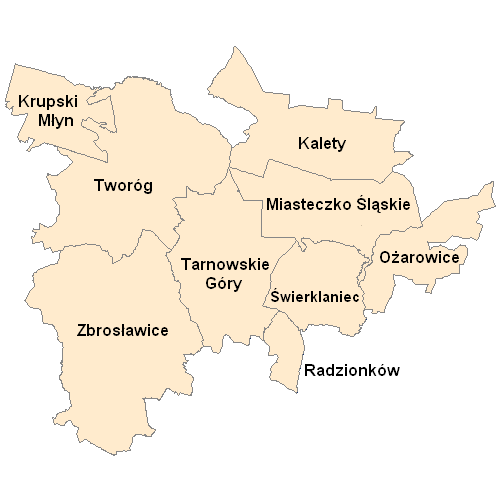
Carte du powiat

- 4 communes urbaines : Kalety, Miasteczko Śląskie, Radzionków et Tarnowskie Góry ;
- 5 communes rurales : Krupski Młyn, Ożarowice, Świerklaniec, Tworóg et Zbrosławice.